# Viru Folk

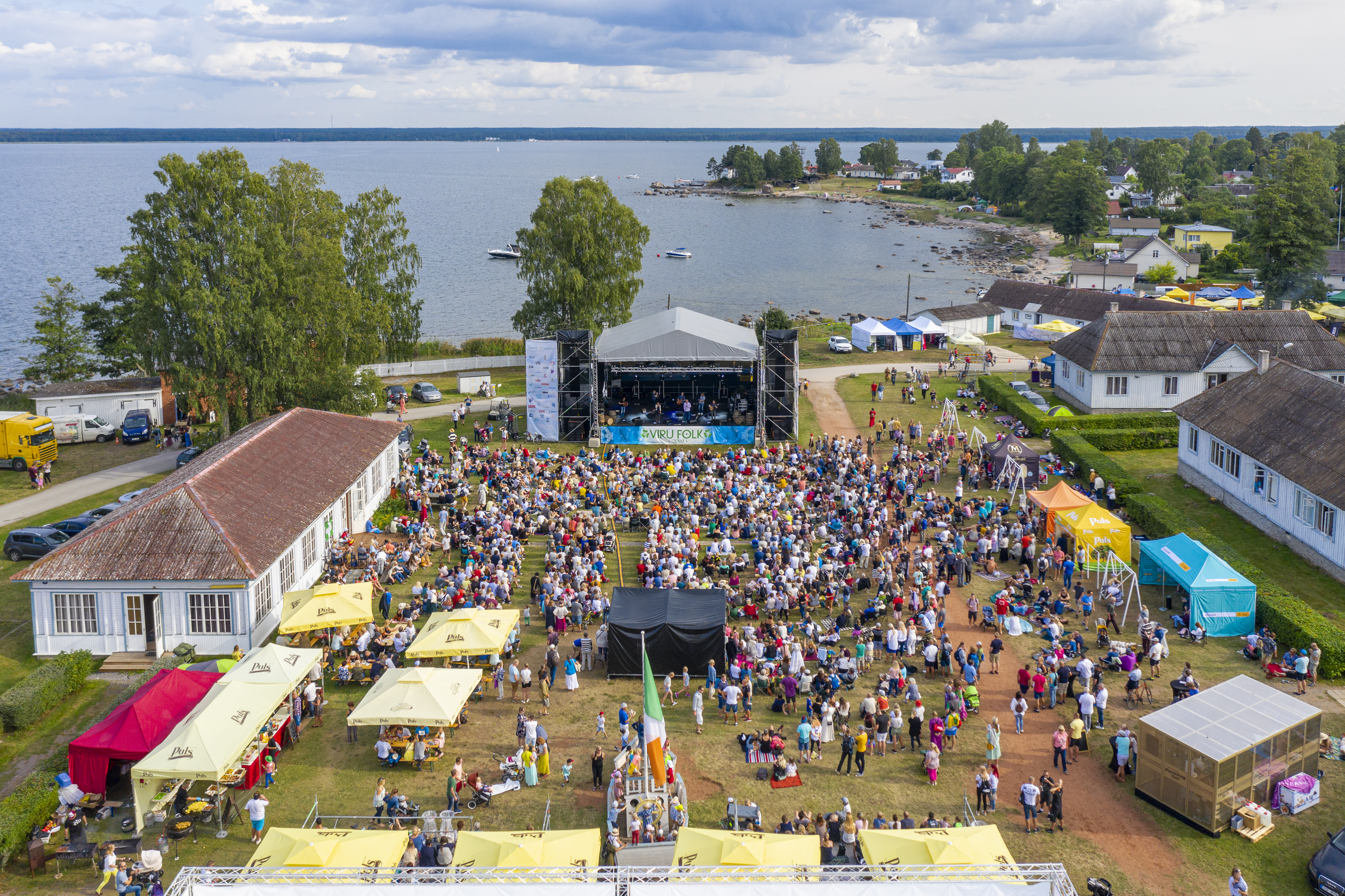
Festival Viru Folk in Käsmu (2019)

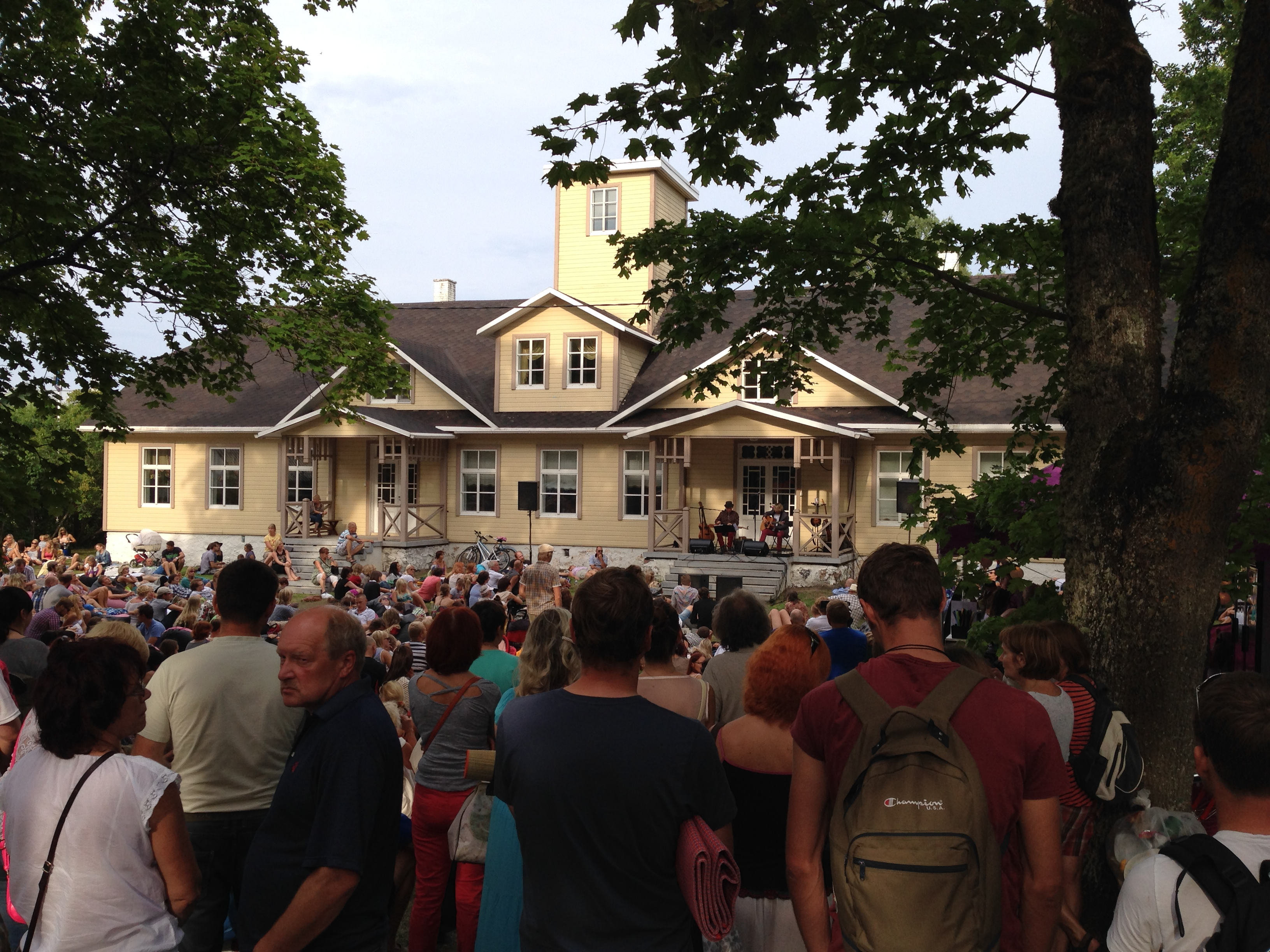
Viru Folk (2014)

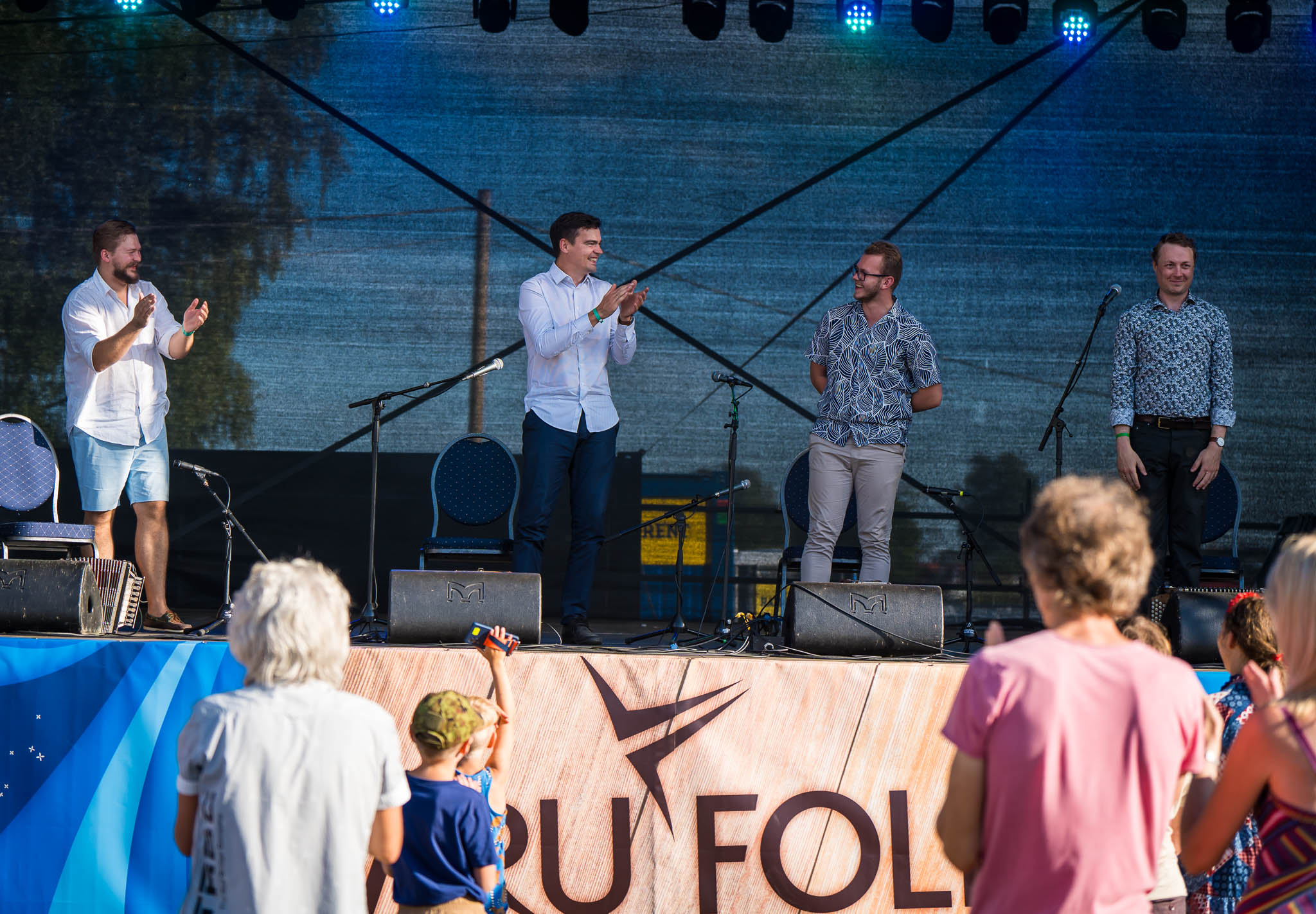

Viru Folk ist ein Musikfestival, das seit 2008 im August in Käsmu stattfindet. Es handelt sich mit jährlich etwa 12.000 Besuchern um das zweitgrößte estländische Folk-Festival. Ein Schwerpunkt des Festivals ist der kulturelle Austausch insbesondere unter den nordischen Staaten. Viru Folk wird von MTÜ Viru Folk organisiert, der Hauptorganisator ist Peep Veedla. Das Motto des Festivals lautet „Angenehme Musik in schöner Umgebung“.
Viru Folk wurde 2015 und 2017 mit dem Quality-Label der European Festivals Association  ausgezeichnet. Seit 2013 konzentriert sich Viru Folk auf die Musik und Kultur einer Region.

## Themenjahre von Viru Folk
- 2013 Year of Sweden[5]
- 2014 Year of Sami[6]
- 2015 Year of Denmark[7]
- 2016 Year of the Nordic Islands[8]
- 2017 Year of Finnland[9]
- 2018 Year of Estonia[10]
- 2019 Year of Ireland[11]
- 2020 Year of Norway[12]
- 2021 Slavic year[2]
- 2022 Year of friendly neighbours[13]
- 2023 Year of British Isles[14]
- 2024 Year of the Alps[15]